# 恋愛アジェンダ
恋愛アジェンダは、日本のローカルアイドルユニット、MMJの1stシングルである。2010年12月11日にインディーズレーベルORANGE BEAT MUSICより発売。

## 概要
広島市を中心に活動するローカルアイドルユニットMMJのデビューシングル。プロデュースは同じく広島で活動するミュージシャンくらはしけんじ。クレジットにはその他にサウンドプロデュースとしてSTEALの須藤真、ギター演奏にSTEALの砂原雄樹、アシスタントにsimploopのタナカノリオらが参加している。
タイトル曲の「恋愛アジェンダ」はくらはしが作詞・作曲、カップリングの「ライバルはセーラー服」はSTEALによる。同じくカップリングの「ラブレター」はくらはしの曲のカバーである。
初回プレスでは、店舗販売は行わず、イベント会場での直販と通信販売のみであったが、ミニアルバム「Girl-Girl」の全国リリース（店舗流通展開）に合わせて、「恋愛アジェンダ」のリニューアル盤も全国で店舗販売すると発表された。

## 収録曲
| #  | タイトル                 | 作詞           | 作曲           | 編曲           | 時間 |
| -- | ------------------------ | -------------- | -------------- | -------------- | ---- |
| 1. | 「恋愛アジェンダ」       | くらはしけんじ | くらはしけんじ | STEAL          | 4:23 |
| 2. | 「ライバルはセーラー服」 | STEAL          | 須藤真         | 須藤真         | 4:20 |
| 3. | 「ラブレター」           | くらはしけんじ | くらはしけんじ | くらはしけんじ | 4:44 |